# Maatkara Mutemhat
Maatkara Mutemhat (fl. XI secolo a.C.) è stata una principessa egizia nonché Divina Sposa di Amon durante la XXI dinastia.

## Biografia

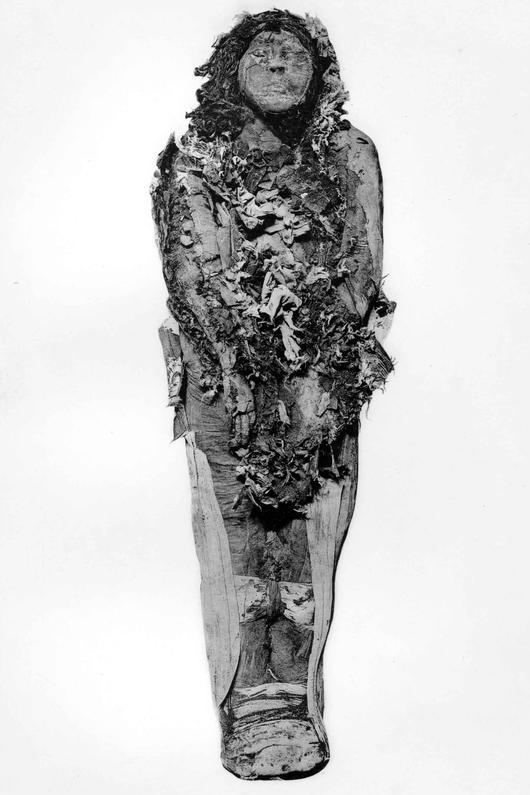
Mummia di Maatkara, ritrovata nel nascondiglio DB320 di Deir el-Bahari

Maatkara fu figlia del Primo Profeta di Amon Pinedjem I (che de facto controllava l'Alto Egitto durante il regno nominale di Smendes) e di Henuttaui, probabilmente figlia di Ramesse XI, ultimo sovrano della XX dinastia.

Ricevette il titolo di Divina Sposa di Amon durante il regno del padre e fu la prima tra le Divine Spose ad adottare un praenomen, fino ad allora prerogativa faraonica.
Di lei sono note alcune rappresentazioni: è ritratta come giovinetta nel Tempio di Luxor insieme a due sorelle, ed anche come sacerdotessa sulla facciata del tempio di Khonsu a Karnak.
Ebbe vari fratelli che ricoprirono tutti altissime cariche: il futuro sovrano della XXI dinastia Psusennes I e poi altri 2 (forse 3) fratelli che furono Primi Profeti di Amon in successione: Masuharte, forse Djedkhonsuefankh e Menkheperra.
Dopo di lei assunse il suo ruolo sua nipote Henuttawy, figlia del fratello Menkheperra.
Non è noto il luogo originale di sepoltura; il prezioso sarcofago di Maatkara contenente la sua mummia fu rinvenuto con altri 13 durante gli scavi del Servizio delle Antichità nel 1881 nella cachette o nascondiglio di Deir el-Bahari, nella tomba contrassegnata come DB320 dove un'intera stanza fu riservata alla famiglia di Menkheperra.

Il sarcofago in legno di cedro e acacia è interamente dipinto e ricoperto con foglia d'oro e la defunta è raffigurata con il volto largo e sereno, con occhi a mandorla e parrucca blu.
Il ritrovamento nel sarcofago della piccola mummia di un neonato lasciò erroneamente dedurre che Maatkara fosse morta di parto, contravvenendo al voto di castità fatto al dio Amon; solo successivi accertamenti rivelarono che la piccola mummia in realtà era quella di un babbuino amadriade, di cui forse Maatkara era la padrona e della quale volle la compagnia anche nell'ultimo viaggio.